# Соломоновы Острова на Паралимпийских играх
Соломоновы Острова на Паралимпийских играх впервые приняли участие в 2012 году на летних Играх в Лондоне (не участвовали в Играх 2016, 2020 годов). На зимних Играх делегация Соломоновых Островов не участвовала пока ни разу. Медалей на Играх спортсмены Соломоновых Островов пока не завоевали.